# Софіполь
Софіполь (пол. Sofipol) — село в Польщі, у гміні Ґрудек Білостоцького повіту Підляського воєводства.
Населення — 80 осіб (2011).
У 1975-1998 роках село належало до Білостоцького воєводства.

## Демографія
Демографічна структура станом на 31 березня 2011 року:
|          | Загалом | Допрацездатний вік | Працездатний вік | Постпрацездатний вік |
| -------- | ------- | ------------------ | ---------------- | -------------------- |
| Чоловіки | 40      | 8                  | 25               | 7                    |
| Жінки    | 40      | 2                  | 23               | 15                   |
| Разом    | 80      | 10                 | 48               | 22                   |